# 766 Moguntia
A 766 Moguntia (ideiglenes jelöléssel 1913 SW) a Naprendszer kisbolygóövében található aszteroida. Franz Kaiser fedezte fel 1913. szeptember 29-én.